# Casa Club TV
Casa Club TV fue un canal de televisión por suscripción que operaba en Latinoamérica y Estados Unidos. El contenido de dicho canal estaba dirigido a mujeres, amas de casa y personas que se profesionalizan en las decoraciones, la cocina e incluso el arte en el hogar. En 2015 fue reemplazado por Más Chic.

## Historia
El canal fue lanzado en América Latina el 21 de julio de 1997 por United Family Communications, que en 1998 pasó a ser MGM Networks Latin America mediante una asociación con MGM Networks. En Estados Unidos en febrero de 2012 como Canal Ella, en el que retransmitía la misma programación pero solo para Estados Unidos y Puerto Rico. En 2013, mediante la fusión de MGM Networks Latin America y Pramer, pasa a formar parte del portafolio de canales de Chello Latin America.
En 2014, con la venta de Chello Media por parte de Liberty Global, el canal pasó a ser propiedad de AMC Networks, quien pagó más de mil millones de dólares por todos los canales que manejaba Chello Media.
AMC Networks International Latin America confirmó que a partir del 1 de julio de 2015, Casa Club TV pasaría a llamarse Más Chic.

## Canal Ella
Canal Ella era el nombre con el cual Casa Club TV transmitía solamente en la región hispanohablante de Estados Unidos y Puerto Rico. Canal Ella también se renombró como Más Chic en 2015.